# 27061 Wong
27061 Wong este o planetă minoră (asteroid) din centura de asteroizi. A fost descoperită pe 16 septembrie 1998 la Stația Anderson Mesa de Lowell Observatory Near-Earth-Object Search. 
Obiectul prezintă o orbită caracterizată de o semiaxă mare de 2,140712 UAi, o excentricitate de 0,07, o înclinație de 2,6045 ° în raport cu ecliptica.